# Parafia św. Faustyny Kowalskiej w Ostrężnicy
Parafia świętej Faustyny Kowalskiej w Ostrężnicy – rzymskokatolicka parafia znajdująca się w archidiecezji krakowskiej, w dekanacie Krzeszowice, w Polsce.